# Тильзитский акт
Тильзитский акт (лит. Tilžės aktas, нем. Akt von Tilsit) — акт, подписанный в Тильзите, 24 членами Национального совета Малой Литвы (лит. Mažosios Lietuvos tautinė taryba) 30 ноября 1918 года. Подписавшие потребовали объединения Малой Литвы и Большой Литвы в единое Литовское государство. Это должно было означать отделение северных районов Восточной Пруссии, где проживали прусские литовцы, от Германской империи.
Часть Восточной Пруссии к северу от реки Неман, Мемельский край до города Мемель (Клайпеда), была отделена от Пруссии по условиям Версальского договора и находилась под управлением Лиги Наций. Остальная часть Восточной Пруссии, расположенная к югу от реки Неман, в том числе города Тильзит, где акт был подписан, осталась в Германии.
Акт не был подписан лидерами про-литовски ориентированных прусских литовцев Вильгельмом Сторостом и Вильгельмом Гайгалатом. Последний был избран председателем прусского Литовского совета, но отказался принять эту должность. Он был заменен генеральным секретарём Эрдмонасом Симонайтисом. Акт был повсеместно опубликован в Литовской Республике, а не только в Малой Литве. Это, среди прочих фактов, позволило предложить что акт в первую очередь должен был играть роль пропагандистского документа, предназначенного для широкого представления мнения Национального совета Малой Литвы.
В итоге, тильзитский акт стал важным инструментом пропаганды при подготовке клайпедского восстания 1923 года, после чего территория мемельского района (Клайпедский край) была присоединена к Литве. В марте 1939 года Литва была вынуждена уступить Клайпедский край нацистской Германии. Некоторые из подписавших тильзитский акт позже подверглись гонениям со стороны нацистов за измену, а Эрдмонас Симонайтис был отправлен в нацистский концентрационный лагерь.